# Помиково
Помиково (пол. Pomykowo, нім. Wilhelmsau) — село в Польщі, у гміні Ридзина Лещинського повіту Великопольського воєводства.
Населення — 161 особа (2011).
У 1975-1998 роках село належало до Лешненського воєводства.

## Демографія
Демографічна структура станом на 31 березня 2011 року:
|          | Загалом | Допрацездатний вік | Працездатний вік | Постпрацездатний вік |
| -------- | ------- | ------------------ | ---------------- | -------------------- |
| Чоловіки | 81      | 12                 | 63               | 6                    |
| Жінки    | 80      | 16                 | 50               | 14                   |
| Разом    | 161     | 28                 | 113              | 20                   |